# Promecoptera
Promecoptera is een geslacht van kevers uit de familie van de loopkevers (Carabidae). De wetenschappelijke naam van het geslacht is voor het eerst geldig gepubliceerd in 1831 door Dejean.

## Soorten
Het geslacht Promecoptera is monotypisch en omvat slechts de volgende soort:
- Promecoptera marginalis (Wiedemann, 1823)